# 波恩专约
波恩专约（英語：Bonn–Paris conventions），是指1952年5月26日在德意志联邦共和国首都波恩，美国国务卿迪安·艾奇逊、英国外交大臣安东尼·艾登、法国外交部长罗贝尔·舒曼与联邦德国总理康拉德·阿登纳签订的关于结束军事占领、恢复主权的条约。